# Aquamarine
Az Aquamarine 2006-ban bemutatott amerikai–ausztrál romantikus fantasy-filmvígjáték Elizabeth Allen rendezésében. A forgatókönyv Alice Hoffman azonos című regényéből készült. A főbb szerepekben Emma Roberts, Joanna „Jojo” Levesque és Sara Paxton látható.

## Cselekmény
A film két átlagos tinilányról, Claire-ról és Hailey-ról szól. Legjobb barátnők, de amikor Hailey édesanyja fontos állást kap Ausztráliában, elkerülhetetlen lesz az elválás. Miközben lányok azon törik a fejüket, mit is tehetnének, egy hatalmas vihar egy Aquamarine névre hallgató sellőt repít Claire-ék úszómedencéjébe. 
Aquamarine apja a víz alatti világ ura, aki hozzá akarja adni őt egy sellőhöz, de Aquamarine tiltakozik ez ellen. Megegyeznek abban, ha Aquamarine bebizonyítja apjának, hogy létezik a szerelem, akkor nem kell férjhez mennie. Halie és Claire mindenben segítenek újdonsült barátjuknak, már csak azért is, mert ha segítenek egy sellőnek, cserébe kívánhatnak valamit. Sok érdekes kalandon esnek át, míg bebizonyítják: A szerelem létező dolog.

## Szereplők
| Szerep                | Színész                | Magyar hang    |
| --------------------- | ---------------------- | -------------- |
| Aquamarine            | Sara Paxton            | Haffner Anikó  |
| Claire Brown          | Emma Roberts           | Dögei Éva      |
| Hailey Rogers         | Joanna „JoJo” Levesque | Molnár Ilona   |
| Raymond               | Jake McDorman          | Molnár Levente |
| Cecilia Banks         | Arielle Kebbel         | Haumann Petra  |
| Ginny Rogers          | Claudia Karvan         | Molnár Zsuzsa  |
| Leonard               | Bruce Spence           | Garai Róbert   |
| Marjorie              | Tammin Sursok          | Szabó Gertrúd  |
| Bob Brown nagypapa    | Roy Billing            | Várday Zoltán  |
| Maggie Brown nagymama | Julia Blake            | Várnagy Kati   |
| Storm Banks           | Shaun Micallef         | Seder Gábor    |
| Bonnie                | Lulu McClatchy         | Némedi Mari    |
| Patty                 | Natasha Cunningham     | Árkosi Kati    |
| Beth                  | Dichen Lachman         |                |
| Theo                  | Lincoln Lewis          |                |